# Mandeville (Jamaica)
Mandeville is een stad op het eiland Jamaica en de hoofdstad van de parish Manchester.
De stad is vernoemd naar een erfgenaam van de hertog van Manchester, gouverneur van Jamaica begin 19e eeuw. Mandeville is de enige belangrijke plaats op Jamaica die niet aan zee of in een kustvlakte ligt. Vanwege de ligging op ca. 600 meter hoogte heeft de stad een niet bijzonder warm en mild klimaat. In de koloniale tijd was Mandeville dan ook een plaats die veel Engelse kolonialen aantrok. Een deel haalde hier dan ook zijn pensioen, maar de meesten keerden, na hun geld in koffie of pimento te hebben verdiend, terug naar Groot-Brittannië.
Mandeville heeft een nogal dorps karakter, met als belangrijkste bezienswaardigheden een gerechtsgebouw en een kerk in georgiaanse stijl  aan het centrale plein. Mandeville bezit de oudste golfbaan van Jamaica.

## Geboren
- Jacob Miller (1952-1980), reggae-artiest
- Heavy D (1967-2011), rapper
- Christopher Williams (1972), atleet
- Mark Boswell (1977), atleet
- Lovel Palmer (1984), voetballer
- Rusheen McDonald (1992), atleet

## Panorama

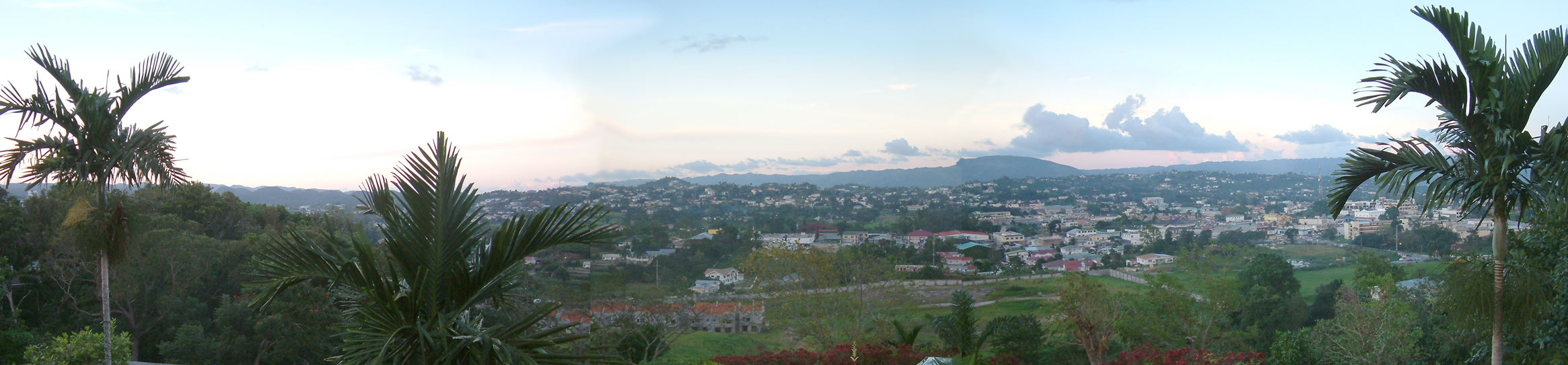
Panorama van Mandeville